# چگالی بار الکتریکی
چگالی بار حجمی را به عنوان یک منبع الکترومغناطیس به صورت زیر تعریف می‌کنند:
که در آن {\displaystyle \Delta v} حجم بسیار کوچک در نظر گرفته می‌شود.
در بعضی موارد فیزیکی ممکن است یک مقدار بار {\displaystyle \Delta q} با جزء کوچک سطحی {\displaystyle \Delta s} یا جزء کوچک خطی آن {\displaystyle \Delta l} مشخص نمود.در چنین مواردی مناسب‌تر است که چگالی بار سطحی {\displaystyle \rho _{s}}، یا چگالی بار خطی را {\displaystyle \rho _{l}} تعریف کنیم.
چگالی‌های بار به جز در موارد خاص از نقطه‌ای به نقطه دیگر تغییر می‌کند، از این‌رو {\displaystyle \rho } ،{\displaystyle \rho _{s}} و {\displaystyle \rho _{l}} عموماً توابع نقطه‌ای از مختصات فضایی هستند.

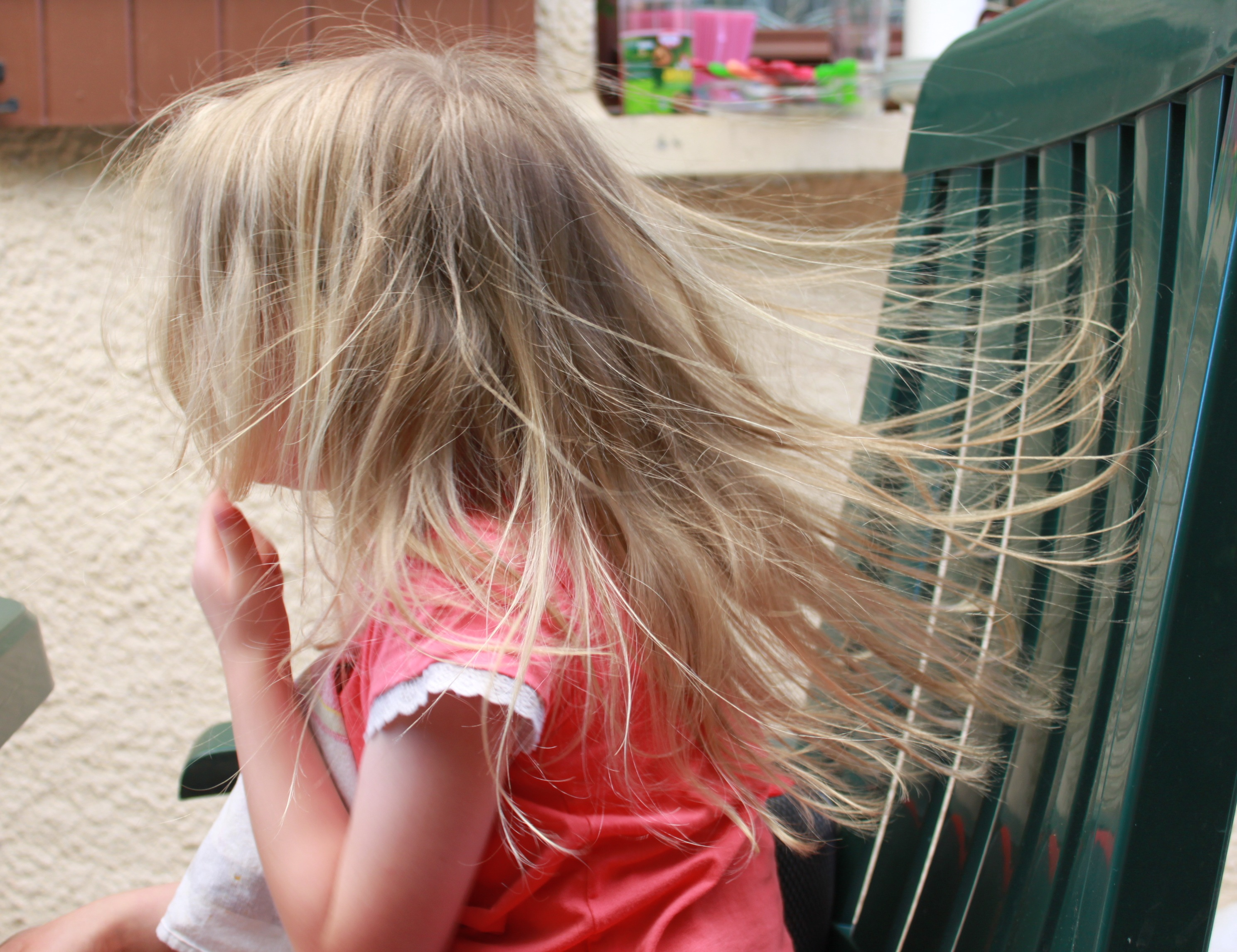
برای نمونه؛ چگالی خطی بار الکتریسیتهٔ ساکن باعث ایجاد نیروی دافعه، بین موها می‌شود.